# Anse Boileau
Anse Boileau is een plaats en een van de 26 districten van de Seychellen. Het is genoemd naar de Franse kapitein Boileau die er in juni 1790 voet aan wal zette. Het district ligt aan de westkust van het hoofdeiland Mahé van de Seychellen. Met een oppervlakte van elf vierkante kilometer behoort het tot de grotere districten op het eiland. Bij de volkstelling van 2002 werd een inwonersaantal van net geen 4000 geteld, waarmee het de op twee na grootste plaats vormt na Victoria en De Quincey.